# Пихампар (мифология)
Пихампа́р (чув. Пихампар, Пиханпар, Пухампар, Пӳхампи) — в традиционных чувашских верованиях хозяин скота и зверей, повелитель огня. Является исполнителем воли верховного бога Ту́ра (чув. Турӑ), совершает разъезды по земле и по указанию богини Кебе́ (чув. Кепе) раздает людям добрые качества, новорожденным — силу и здоровье, доводит провидцев (чув. ӑрӑмӑҫ, мӑчавӑр, юмӑҫ) пророческие видения.

## Этимология
В чувашском языке слово «пихампар» означает «пророк», «ангел-хранитель» и является заимствованием из персидского языка. В персидском языке исходное слово پیغامبر (paig̠ẖām-bar) также означает «пророк» (букв. «вестник», «посланник»).

## Мифология
Пихампар в чувашской мифологии выступает в различных ипостасях: как ангел-хранитель людей, покровитель домашнего скота и повелитель диких зверей, прежде всего волков. В ряде традиционных молитв к нему обращаются как к «вождю волков», представляя его в образе белого волка, и просят «удерживать своих собак» (то есть волков), чтобы те не нападали на скот. Считается, что от Пихампара зависит плодовитость животных, а особую благосклонность он проявляет к лошадям — по поверьям, он может завивать гриву понравившемуся коню и разъезжает на чалой лошади.

### Функции и образ
Пихампар сочетает зооморфные и антропоморфные черты, что связано с историческими культурными взаимодействиями и трансформацией древних верований. Сохранились деревянные скульптуры, изображающие его в облике мужчины. В то же время он ассоциируется с волком (иногда называется их «тестем» или «хозяином»), а также считается смотрителем медведей.
Несмотря на связь со скотоводством, к Пихампару обращаются и с аграрными просьбами — например, во время обряда чюклеме́ (чув. чӳклеме — освящение нового хлеба и пива). Его также называют «хозяином прясла» (хлева), где, по некоторым представлениям, он обитает. Однако в молитвах его именуют «верхним», уточняя, что его дом «висит на цепях между небом и землёй».

### Гнев и умилостивление
Согласно поверьям, Пихампар обладает грозной силой: его веки «висят как рукавицы», и если он разгневается и «откроет глаза», на землю обрушиваются засуха и бедствия. Чтобы избежать этого, его необходимо умилостивлять жертвами — традиционно ему приносят пиво, кашу и быка (последнее жертвоприношение совершается на кереметище — священном месте).

### Эволюция образа
В некоторых традициях Пихампар сливается с функциями божества Пирешти́ (чув. Пирӗшти). В ряде регионов он вытеснил исконного божества прясла Карта́ (чув. Картапуҫ), а в других — существует параллельно с ним.
Пихампар воплощает синтез аграрных, скотоводческих и охотничьих культов, отражая сложную эволюцию чувашской мифологии.